# João Barreiro
João Barreiro est un village du Cap-Vert sur l’île de Boa Vista.

## Galerie

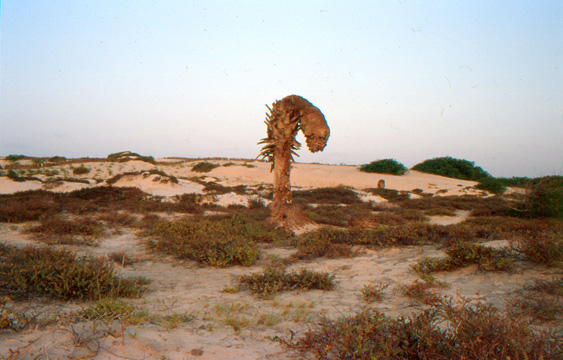
Paysage de Boa Vista.
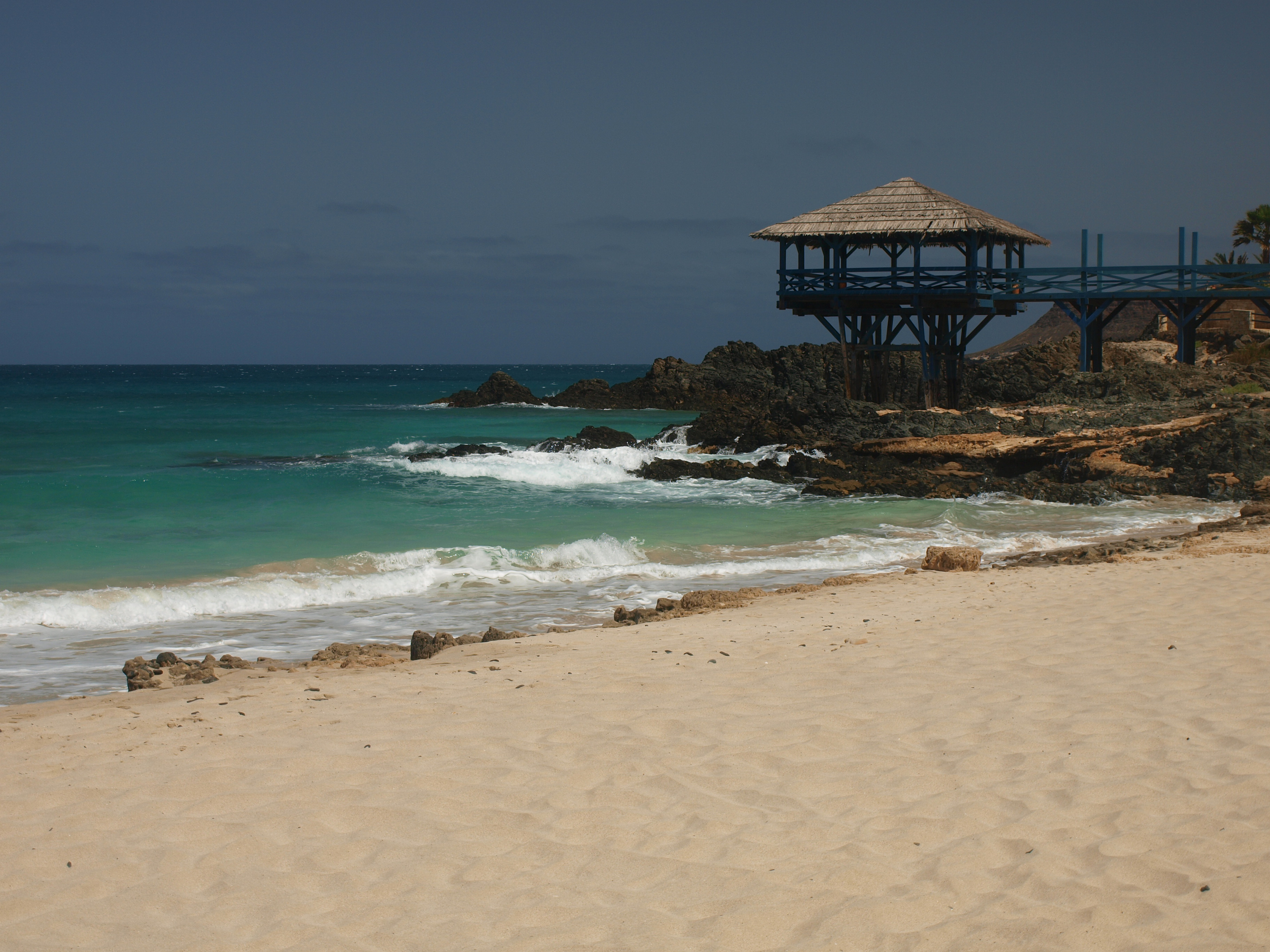
Plage de Cabral.
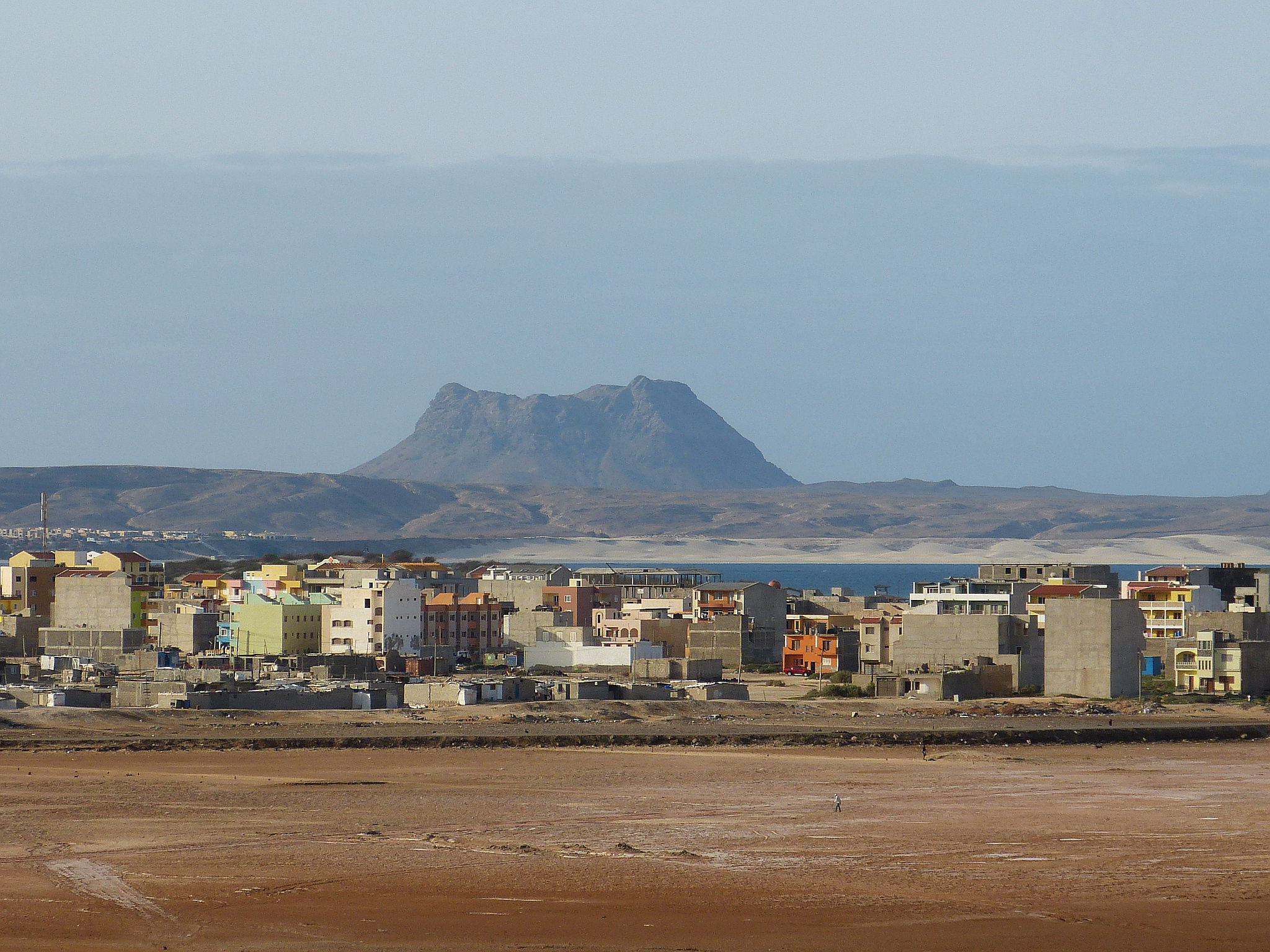
Sal Rei
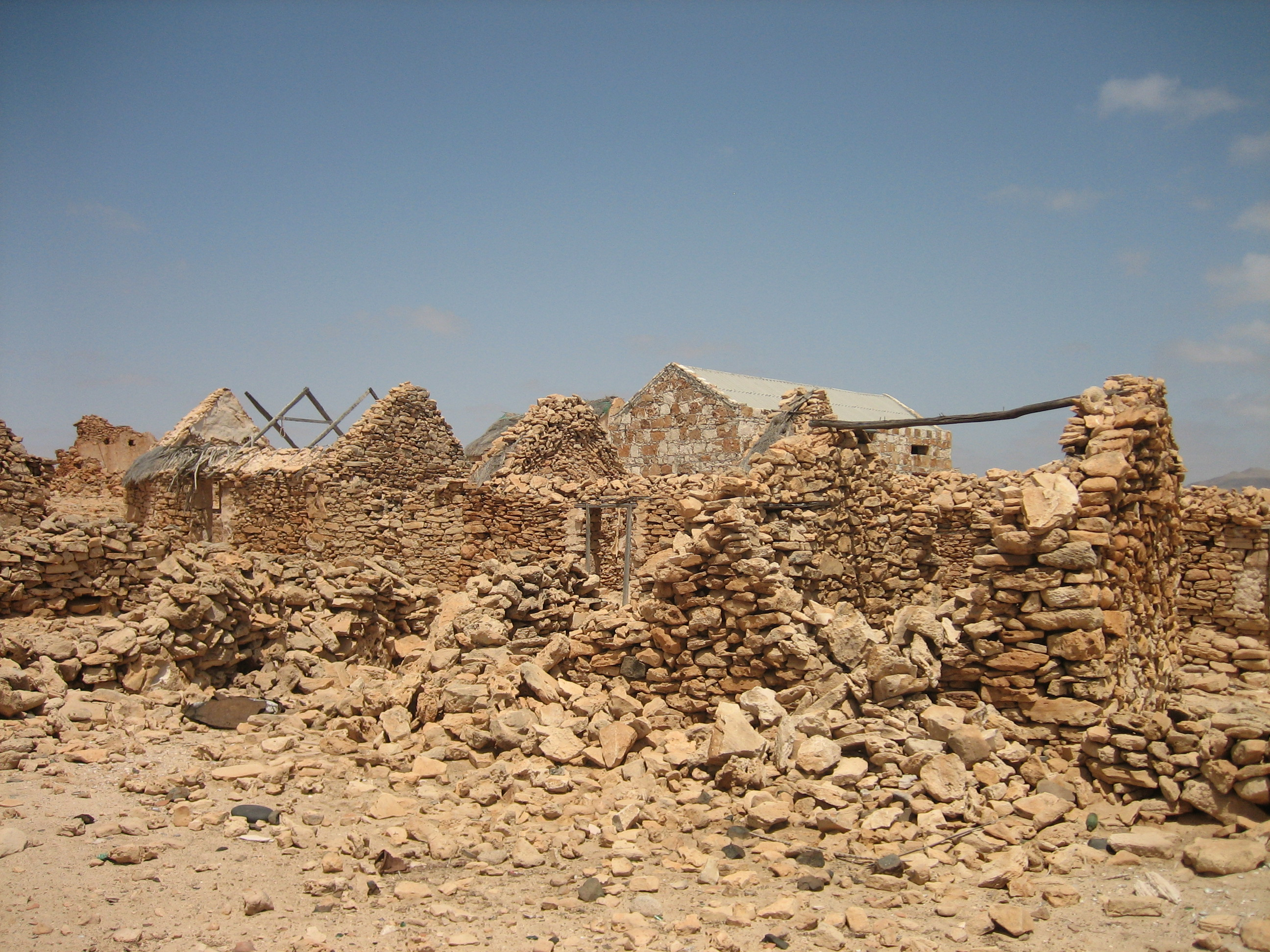
Ruines du village abandonné de Curral Velho.
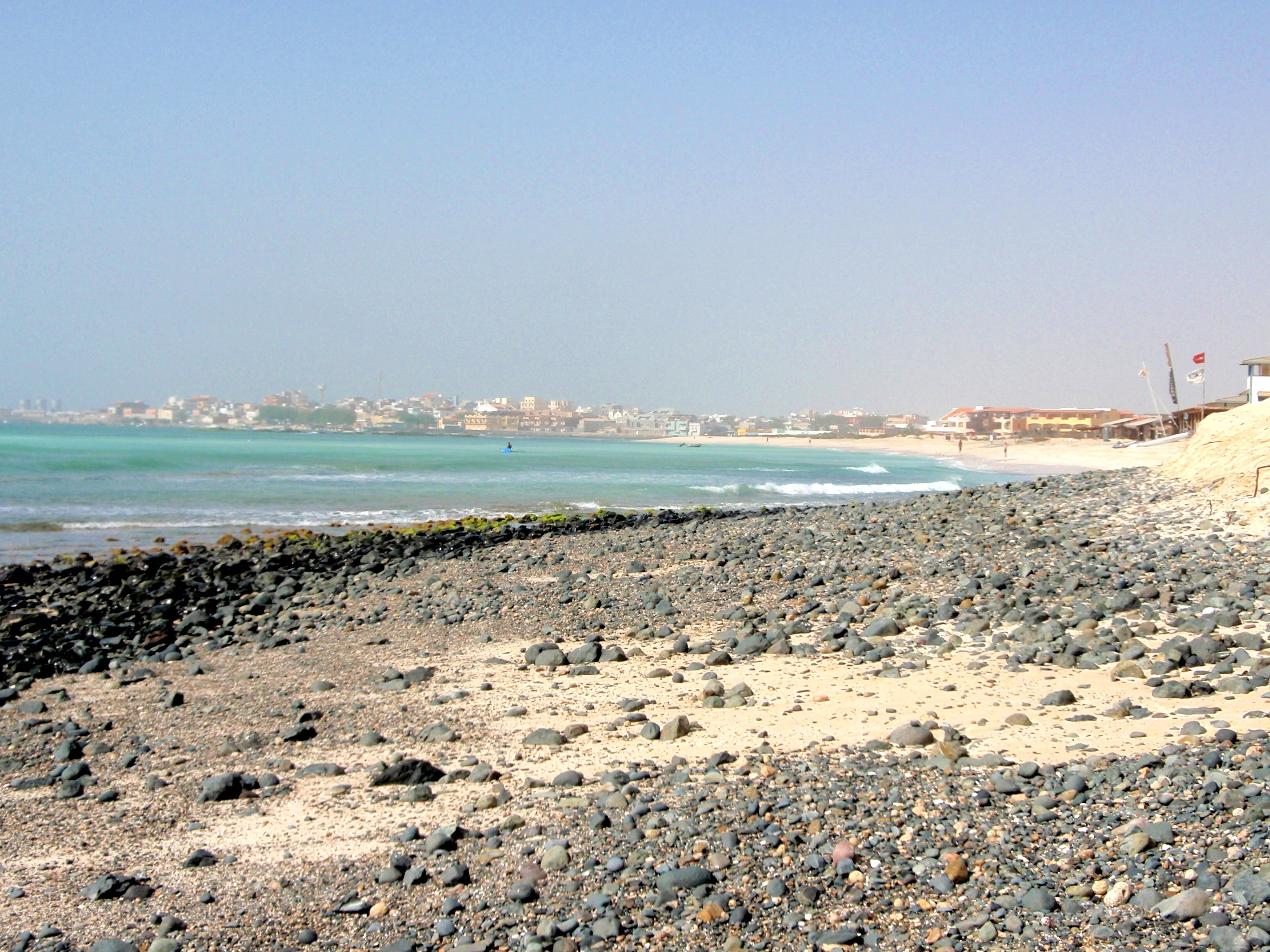
Plage de Sal Rei.